# توم بيست
توم بيست (بالإنجليزية: Tom Bissett)‏ هو لاعب هوكي جليد أمريكي، ولد في 13 مارس 1966 في سياتل في الولايات المتحدة.

## وصلات خارجية
- توم بيست على موقع دوري الهوكي الوطني (الإنجليزية)
- توم بيست على موقع قاعة مشاهير الهوكي (لاعب أن.إتش.أل) (الإنجليزية)
- توم بيست على موقع EliteProspects.com (الإنجليزية)
- توم بيست على موقع Eurohockey.com (الإنجليزية)
- توم بيست على موقع HockeyDB.com (الإنجليزية)
- توم بيست على موقع Hockey-Reference.com (الإنجليزية)